# Волоконно-оптическое измерение температуры
Волоко́нно-опти́ческое измере́ние температу́ры английский вариант — DTS (аббревиатура от англ. Distributed Temperature Sensing) — применение оптоэлектронных приборов для измерения температуры, в котором стеклянные волокна используются в качестве линейных датчиков.

## Основы
Волоконно-оптические системы пригодны не только для передачи информации, но и в качестве локальных распределённых измерительных датчиков. Физические величины измерения, например, температура или давление а также сила растяжения могут воздействовать на оптическое волокно и менять свойства световодов в определённом месте. Вследствие гашения света в кварцевых стеклянных волокнах за счёт рассеяния место внешнего физического воздействия может быть точно определено, благодаря чему возможно применение световода в качестве линейного датчика.
Для измерения температуры с помощью световодов, изготовленных из кварцевого стекла, особенно удобен эффект Рамана. Свет в стеклянном волокне рассеивается на микроскопически малых неоднородностях показателя преломления, размер которых меньше длины волны. В отличие от входящего света, обратно рассеянный свет содержит как компоненту с начальной длиной волны (обусловленную упругим, или рэлеевским рассеянием), так и компоненты, имеющие сдвиг спектра, этот сдвиг по частоте соответствует частоте колебаний рассеивающих неоднородностей (комбинационное рамановское рассеяние). Спектральные компоненты со смещённой длиной волны образуют в спектре рассеянного света линии-спутники, которые делятся на стоксовые и (сдвинуты в сторону  больших длин волн и меньшей частоте) и антистоксовые (сдвинуты к меньшим длинам волн и большей частоте), причём  интенсивность антистоксовой компоненты зависит от температуры оптоволокна в данном месте.

## Способы измерения
Минимально достигаемое затухание в стеклянных волокнах ограничивается рассеянием света, вызываемым аморфной структурой стеклянных волокон. Нагрев вызывает увеличение колебаний атомов в кварцевом стекле. При взаимодействии света с колебаниями молекул, происходит взаимодействие фотонов и электронов в молекулах. При этом стекловолокне происходит упругое (рэлеевское) рассеяние, а также значительно более слабое комбинационное рамановское рассеяние, частота которого относительно падающего свету смещена вверх на величину частоты колебания атомв в стекловолокне.
Классическая техника временно́й оптической рефлектометрии (OTDR, Optical Time Domain Reflectometry) основана на определении разности времени между моментами передачи светового импульса и приёма обратно рассеянного света, а также зависимости интенсивности рассеянного света от времени (то есть от расстояния вдоль кабеля). Поскольку обратное рэлеевское рассеяние зависит от температуры, оно может быть использовано для измерения профиля температуры по длине кабеля.
Интенсивность комбинационного рамановское рассеяния приблизительно на три порядка слабее рэлеевского, поэтому оно не может быть напрямую измерено с помощью OTDR. Однако оно используется в более сложной технике частотной оптической рефлектометрии (OFDR, Optical Frequency Domain Reflectometry).
Интенсивность антистоксового рамановского рассеяния зависит от температуры, в то время как интенсивность стоксовой расеивания почти не зависит от температуры. Измерение локальной температуры в любом месте световода производят измерением отношения интенсивностей антистоксового и стоксового рассеяний. Благодаря оптическому методу измерения обратного комбинационного рассеяния можно измерять температуру вдоль стеклянного волокна, как функцию места и времени.

## Структура системы для измерений температуры методом OFDR
Схематическая структура волоконно-оптической системы измерения температуры состоит из блока формирования сигнала с частотным генератором, лазера, оптического модуля, приёмного блока и блока микропроцессора, а также световодного кабеля (кварцевое стеклянное волокно) в качестве линейного температурного датчика.
В соответствии с методом OFDR интенсивность лазера в течение интервала времени измерения модулируется по синусообразному закону, а частота излучения по линейному закону. Частотно- модулированный свет лазера направляется в световод. В каждой точке вдоль оптоволокна происходит комбинационное рассеяние, излучаемое во всех направлениях. Часть этого излучения распространяется в обратном направлении к блоку формирования сигнала. Затем выполняется определение спектра обратно рассеянного света, его преобразование в электрические сигналы, усиление и электронная обработка. Микропроцессор проводит преобразования Фурье. В качестве промежуточного результата получают кривые комбинационного обратного рассеяния как функцию расстояния от начала кабеля. Амплитуда кривых обратного рассеяния пропорциональна интенсивности соответствующего комбинационного рассеяния. Из отношения кривых обратного рассеяния (анти-стоксовой и стоксовой) получают температуру волокна вдоль световодного кабеля. Технические спецификации системы рамановского измерения температуры могут быть оптимизированы посредством настройки параметров прибора (дальность действия, пространственное разрешение, точность температуры, время измерения).
Возможен также выбор световодного кабеля в соответствии с конкретным применением. Термическая стойкость стекловолоконного покрытия ограничивает максимальный диапазон температуры световодного кабеля. Стандартные волокна для передачи данных имеют пластмассовое или фотополимерное покрытие и пригодны для работы при температуре до 80 °C. Оптическое волокно с полиамидным покрытием может использоваться до максимальной температуры 400 °C.

## Области применения
Типичными случаями применения линейных волоконных температурных датчиков являются сферы, связанные с безопасностью, например, системы пожарного оповещения в автомобильных, железнодорожных или сервисных туннелях, а также склады, авиационные ангары, плавучие танкеры или склады промежуточного хранения радиоактивных веществ. Наряду с системами пожарного оповещения такие системы находят применение в других промышленных областях:
- температурный мониторинг силовых кабелей и воздушных линий передач;
- обеспечение безопасного промышленных индукционных плавильных печей;
- контроль герметичности контейнеров со сжиженным природным газом на судах в перегрузочных терминалах;
- обнаружение протечек на плотинах;
- контроль температуры в химических процессах;
- обнаружение утечек в трубопроводах.

## Спецификации и свойства

### Особенности световодного датчика
- пассивность и нейтральность в месте установки, отсутствие влияния на температурное поле;
- компактность, малый вес, простота монтажа;
- возможность установки в местах, к которым далее не будет доступа;
- нечувствительность к электромагнитным помехам;
- отсутствие электрических проводов и электробезопасность;
- возможность эксплуатации во взрывоопасных установках;
- возможность размещения в защитной стальной трубе что обеспечивает высокую механическую защиту;
- возможность применения в сосудах высокого давления;
- негорючесть и коррозионностойкость.

### Преимущества метода волоконно-оптического измерения
- локально-распределённое измерение температуры участка, поверхности или объёма;
- точная локализация наиболее нагретых мест;
- компьютерный анализ, а также визуализация (параметрирование зон, пороговых значений, функций извещения и сигнализации) и передача данных;
- оценка временно́го и локального изменения температуры;
- незначительные затраты на техническое обслуживание: системное самотестирование.

### Типичные измерительные параметры волоконно-оптических систем измерения температуры
(возможны варианты в зависимости от области применения)
- дальность действия измерения: различная, до 20 км;
- разрешение по расстоянию: от 3 м до 50 см;
- температурное разрешение: от ± 2 °C до 0,1 °C;
- типы применяемого оптического волокна: GI 50/125 или GI 62,5/125 (многомодовое волокно).